# Horní Vilémovice
Horní Vilémovice (en allemand : Ober Willimowitz) est une commune du district de Třebíč, dans la région de Vysočina, en Tchéquie. Sa population s'élevait à 90 habitants en 2020.

## Géographie
Horní Vilémovice se trouve à 8,5 km au nord de Třebíč, à 24 km au sud-est de Jihlava et à 137 km au sud-est de Prague.
La commune est limitée par Benetice au nord-ouest et au nord, par Hroznatín et Přeckov à l'est, par Trnava, Budíkovice, un quartier de Třebíč, et Okřešice au sud, et par Červená Lhota et Čechtín à l'ouest.

## Histoire
La première mention écrite de la localité date de 1360.

## Transports
Par la route, Horní Vilémovice se trouve à 12,5 km de Třebíč, à 34 km de Jihlava et à 158 km de Prague.